# Đuro Daničić
Đuro Daničić (în sârbă Ђуро Даничић; n. 4 aprilie 1825, Újvidék, Imperiul Austriac – d. 17 noiembrie 1882, Zagreb, Austro-Ungaria) a fost un filolog, traducător, istoric lingvistic și lexicograf sârb. A fost un savant prolific la Liceul din Belgrad⁠(d).

## Biografie
S-a născut în Novi Sad, în familia preotului ortodox Jovan Popović. A urmat studiile la școlile în Novi Sad și Bratislava, iar ulterior s-a înscris la Universitatea din Viena unde a studiat dreptul. Prima sa lucrare publicată sub numele de Đuro Daničić a apărut în 1845, inspirată de Uskocii din Senj, un subiect preluat dintr-o poezie populară. Acest nume l-a purtat pe tot parcursul vieții. Sub influența lui Vuk Karadžić și Franz Miklosich, a început să studieze filologia slavă, domeniu căruia i-a dedicat întreaga sa carieră. 
În 1856 a devenit bibliotecar la Biblioteca Națională din Belgrad și secretar al Societății de Litere Sârbe, iar în 1859, profesor la Liceul din Belgrad (Velika škola). În 1866 a fost invitat la Zagreb pentru a ocupa funcția de secretar general al Academia Yugoslavă de Științe și Arte⁠(d) (JAZU). A ocupat funcția de secretar general în două perioade, între 1866-1873 și 1877-1882.
Din 1873 a predat ca profesor la Grandes écoles din Belgrad (fostul Liceu din Belgrad și viitoarea Universitate din Belgrad), iar în 1877 s-a întors la Zagreb, unde a jucat un rol cheie în pregătirea Dicționarului Academiei, Dicționarului croat sau sârbo-croat al JAZU. A fost editorul primului volum al acestui dicționar (A–Češula), publicat între 1880 și 1882. Moartea sa în 1882, la Zagreb, a întrerupt această lucrare, iar el a fost înmormântat la cimitirul Marko din Belgrad.

## Lucrări

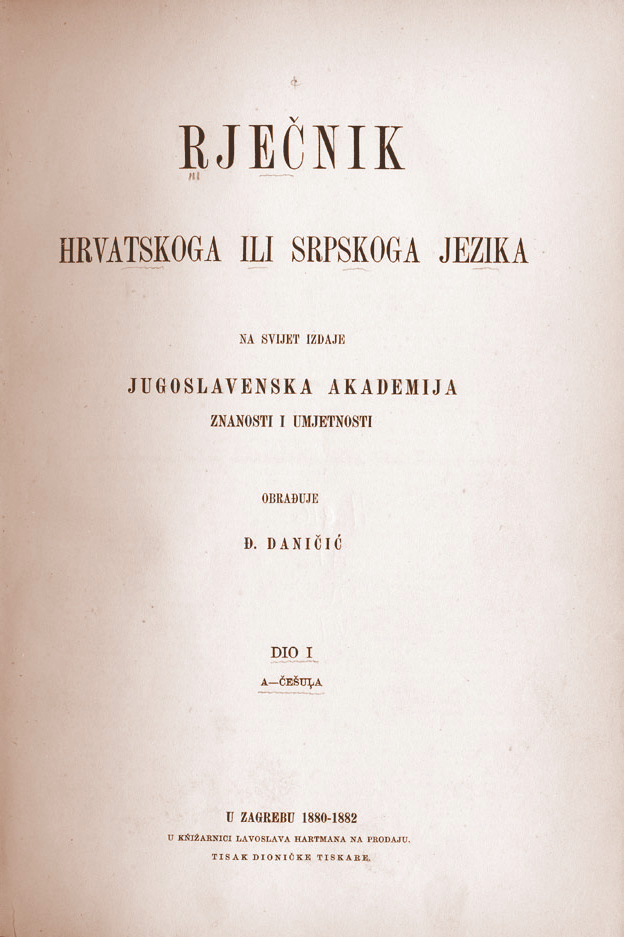
Rječnik hrvatskoga ili srpskoga jezika (Dicționarul croat sau sârbo-croată) 1882.

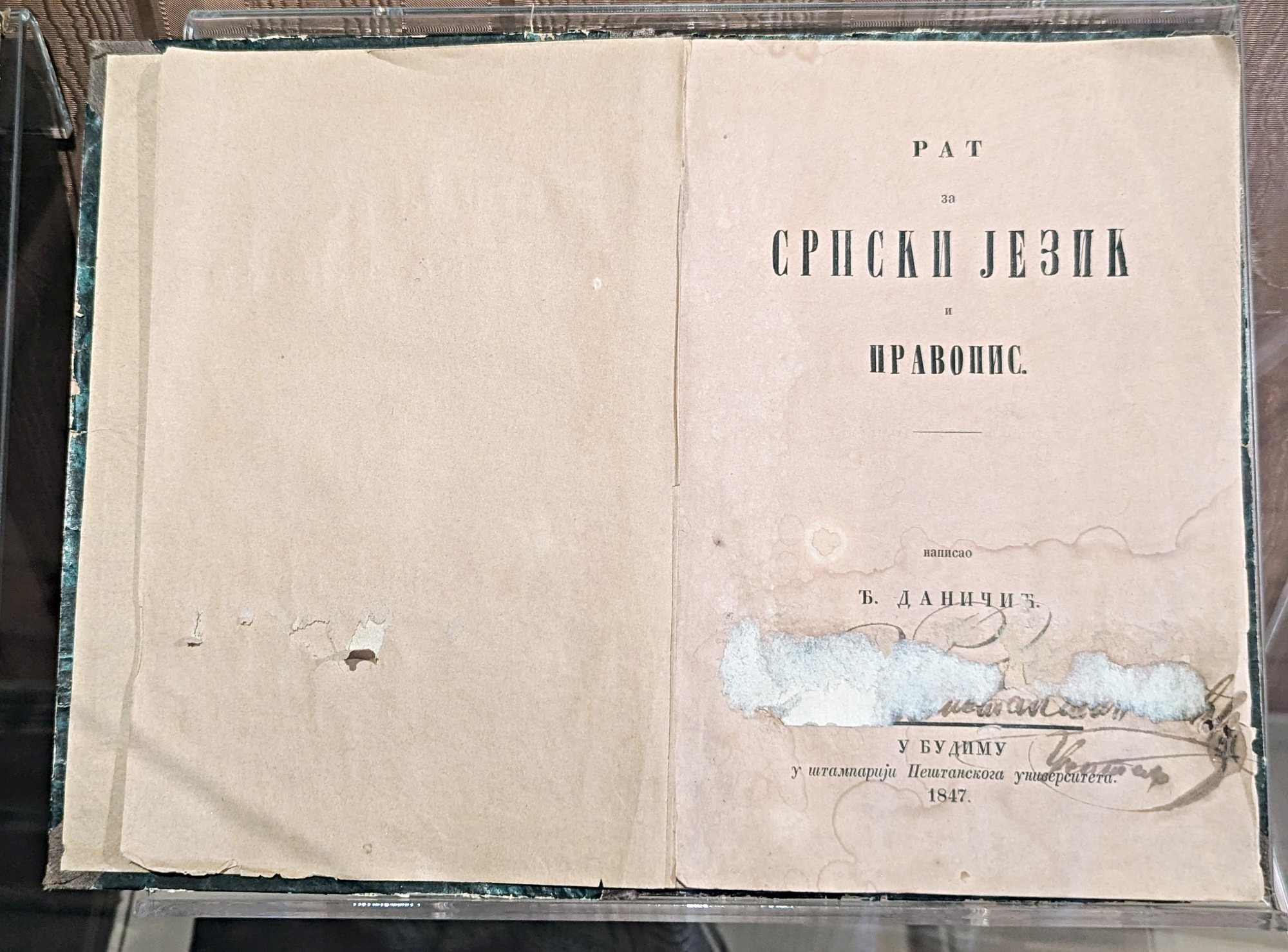
Războiul pentru limba și ortografia sârbească de Đuro Daničić la Muzeul Vuk și Dositej

Daničić a jucat un rol cheie în stabilirea temeliilor filologiei sârbe, gramaticii, dicționarului istoric și dialectologiei, bazându-se pe principiile stabilite de Vuk Karadžić. Traducerea sa a Vechiul Testament, realizată în mare parte din surse germane, a avut un impact semnificativ asupra literaturii de traducere croate. Daničić a participat, de asemenea, la traducerea de către Karadžić a Noului Testament în limba sârbă în 1847. După revizuire, ambele traduceri au fost acceptate și sunt utilizate până în prezent de către Biserica Ortodoxă Sârbă și de credincioșii săi.
În 1847 a publicat un eseu polemic intitulat, „Războiul pentru limba și ortografia sârbă”, în care s-a opus ideilor lingvistice ale lui Miloš Svetić, cunoscut sub pseudonimul Jovan Hadžić, principalul adversar al lui Karadžić. În acest eseu, Daničić a susținut ortografia fonemică propusă de Karadžić. El a oferit cadrul teoretic pentru conceptele lui Karadžić în numeroasele sale lucrări lingvistice.
Daničić a studiat, de asemenea, literatura sârbească veche, iar edițiile sale ale manuscriselor medievale rămân încă în uz. Printre acestea se numără „Hagiografia lui Theodossus despre Sfântul Sava” (1860), „Hagiografiile lui Domentian despre Sfântul Simeon și Sfântul Sava” (1865),  „Evanghelia Sfântului Nicolae de la Roșci” (1864), „Viețile regilor și arhiepiscopilor sârbi” (1866)[5] și numeroase alte lucrări.
Daničić a început activitatea științifică ca susținător al ideilor lui Karadžić privind pansârbismul lingvistic, promovând dialectul Štokavian și patrimoniul scris al poporului sârb. Lucrările sale timpurii au fost aparent dedicate „sârbilor de credință catolică”, ceea ce a stârnit critici din partea tinerilor savanți, precum Vatroslav Jagić. În 1857, a publicat lucrarea „Diferențele dintre limbile sârbească și croată” (scrisă folosind vechea ortografie), în care a identificat limba croată cu dialectul Čakavian. Totuși, atitudinile sale s-au schimbat treptat spre promovarea ideologiei paniugoslave⁠(d), mult mai apropiată de viziunile Mișcării Iliriene, cu care a colaborat strâns. Aceasta includea unitatea lingvistică a croaților și sârbilor și opinia că literatura croată este, în același timp, sârbească și invers. Lucrările sale lingvistice aveau titluri folosind calificativul „croată sau sârbă” când erau publicate la Zagreb și „sârbă sau croată” atunci când erau publicate la Belgrad.

## Moștenire

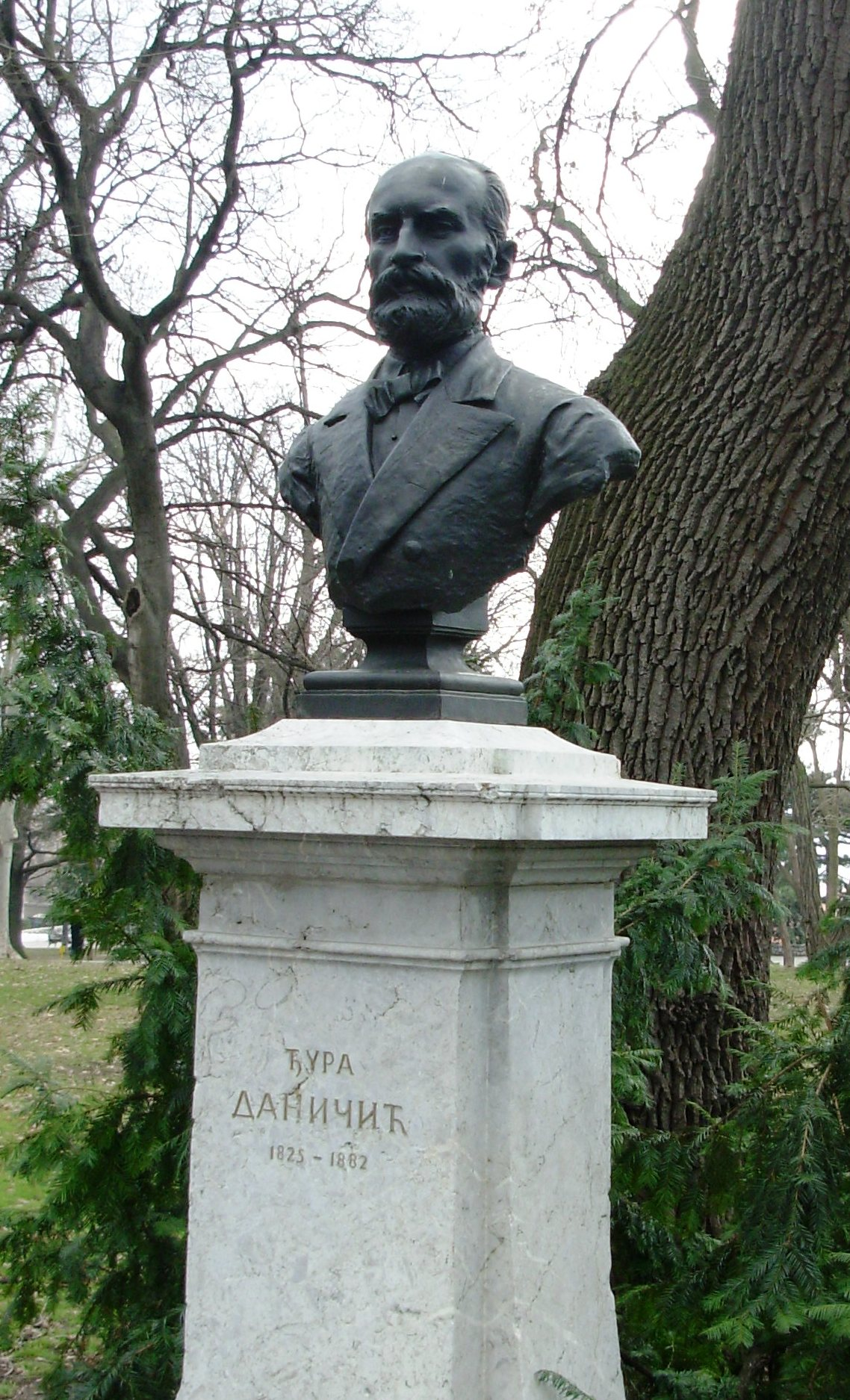
Statuia lui Daničić în Parcul Kalemegdan

Este inclus în Top 100 cei mai proeminenți sârbi.

## Lucrări selectate
- Războiul pentru limba și ortografia sârbească (1847)
- Mica gramatică sârbească (1850)
- Sintaxa sârbească (1858)
- Morfeme în limba sârbească sau croată (1872)
- Istoria morfemelor în limba sârbească sau croată (1874)
- Bazele limbii sârbe sau croate (1876)
- Rădăcinile în limba croată sau sârbească (1877)
- Dicționarul croat sau sârbo-croat, Volumul 1 (A-Češula) (1880–1882)
- Accentele sârbești (1925)